# Spanyol Királyi Akadémia
Limpia, fija, y da esplendor
Ápol, rögzít s fényesít
A Spanyol Királyi Akadémia (Real Academia Española, rövidítése RAE) a kasztíliai spanyol nyelv ápolására, szabályozására és sztenderdizálására létrehozott kulturális és tudományos intézmény. Don Juan Manuel Fernández Pacheco villenai őrgróf alapította 1713-ban. Alapítását V. Fülöp spanyol király 1714. október 3-án hagyta jóvá, és egyúttal királyi védnökség alá helyezte.

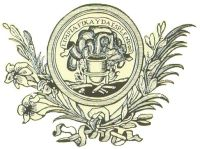
1771
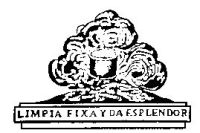
1777
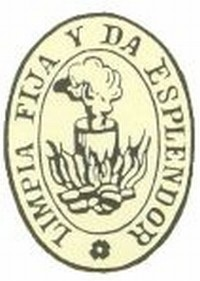
1868

Az intézmény azzal az eredeti célkitűzéssel jött létre, hogy „a legsajátosabb formájában, eleganciájában és tisztaságában rögzítse a kasztíliai nyelv szavait és kifejezéseit”. E célt egy tűzben lévő tégelyt ábrázoló embléma szemléltette az „Ápol, rögzít s fényesít” felirattal, engedve annak az eltökélt szándéknak, hogy megküzdjön a nyelv „eleganciájának és tisztaságának” esetleges változásaival, és rögzítse azt a 16. században elért teljességében.
Az Akadémia székhelye Madridban, a Barrio de los Jerónimos kerületben található. Az intézmény igazgatója 2006 óta Sr. D. José Manuel Blecua nyelvész (sz. 1939, Zaragoza, Aragónia), aki 2003-ban lépett a testületbe.
A szervezet működését az 1993. október 20-án megalakult Fundación pro Real Academia Española alapítvány támogatja, melynek alapító okiratát I. János Károly spanyol király, az Alapítvány kuratóriumának (Patronato) tiszteletbeli elnöke, a spanyolországi autonóm közösségek elnökei, valamint Spanyolország főbb pénzintézeteinek legfelsőbb vezetői írták alá.

## Céljai és feladatai
Az intézmény céljait az 1715-ben kiállított alapító okirata (Fundación, y Estatútos de la Real Académia Españóla) a következőképpen határozta meg:
| (spanyolul) «Siendo el fin principál de la fundación de esta Académia cultivar, y fijar la puréza y elegáncia de la léngua Castellana, desterrando todos los erróres que en sus vocablos, en sus modos de hablar, ò en su construcción ha introducido la ignoráncia, la vana afectación, el descuido, y la demasiada libertad de innovar: será su empléo distinguir los vocablos, phrases, ò construcciones extrangéras de las próprias, las antiquadas de las usadas, las baxas y rústicas de las Cortesanas y levantadas, las burlescas de las sérias, y finalmente las próprias de las figuradas. En cuya consequéncia tiene por conveniente dár princípio desde luego por la formación de un Diccionario de la léngua, el mas copioso que pudiere hacerse: en el qual se annotarán aquellas voces y phrases que están recibidas debidamente por el uso cortesáno, y las que están antiquadas, como tambien las que fueren baxas, ò bárbaras » | (magyarul)„Lévén ezen Akadémia alapításának elsődleges célja a kasztíliai nyelv művelése, s tisztaságának és eleganciájának rögzítése, száműzve azokat a hibákat, amelyeket szavaiba, beszédmódjaiba vagy szerkezetébe bevezetett a tudatlanság, a hasztalan mesterkéltség, a hanyagság, és az újítás túlzott szabadsága: feladata lesz az idegen szavak, mondatok vagy szerkezetek elkülönítése a sajátokétól, az elavultaké a használtakétól, az alávaló és falusiasé az udvari és a választékostól, a tréfásoké a komolyaktól, és végül a sajátos jelentéseké az átvitt értelműektől. Következésképpen feltétlenül szükségesnek tartja kezdetét venni egy értelmező szótár elkészítésének, a lehető legbőségesebbnek: amelyben feljegyeztetnének azon szavak és mondatok, amelyek kellőképpen fogadtatnak az udvari nyelvhasználatban, valamint azok, amelyek elavultak, ahogy szintén, amelyek alávalóak vagy durvák. ” |
| | |

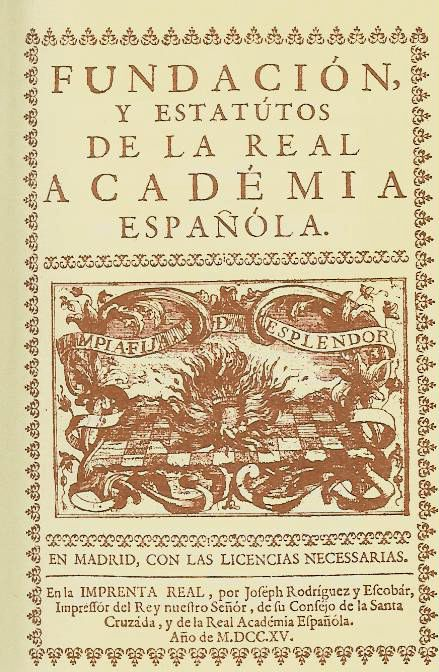
Az Akadémia alapító szabályzata

Tevékenységi köre az idők során egyre bővült. Jelenleg, s mint az Alapszabályzat első cikkelye megállapítja, „az Akadémia fő küldetése őrködni, hogy a spanyol nyelv beszélők szükségleteinek adaptálása miatt elszenvedett változásai ne bontsák meg a teljes spanyol nyelvi környezet általa fenntartott legfőbb egységét”.

### Az összspanyol nyelvi politika(Política lingüística panhispánica)
A Spanyol Királyi Akadémia, valamint az amerikai, illetve Fülöp-szigeteki társakadémiák, amelyek együttesen a Spanyol Nyelvi Akadémiák Egyesületét integrálják, az egyenlőség jegyében, közös munkával és felelősséggel olyan nyelvi politikát dolgoztak ki különböző kiadványok – értelmező szótár, nyelvtan és helyesírás – gondozásával, amelyek kifejezik a nyelvi egységet a maga gazdag változatosságában.
Ezen eltökélt akadémiai kompromisszum a közös munkával történő előrehaladást célozza, s áthatja a nyelvi környezetet egy olyan pillérre épülve, amely a legszilárdabb alapja a hispán népek egységességének az Iberoamerikai Nemzetek Közösségében: a nyelv. Az új technológiák által biztosított kommunikációs lehetőségek elősegítették az Akadémiák összehangolt munkáját, melyek ily módon aktív és hatékony együttműködési hálózatot alakítottak ki, amely, túl az egyszerű szónokláson, nemzetközileg is hozzáférhető politikát testesít meg.

### Egység a sokféleségben
Hivatalosan elismert évszázados hagyomány szerint az Akadémiákra van bízva a nyelv használatát szabályozó norma rögzítésének felelőssége. Az Akadémiák munkájukat annak tudatában látják el, hogy a spanyol nyelvi normának nem csak egyetlen fővonala – nevezetesen, a spanyolországi megvalósulása – létezik, hanem jellege többközpontú. Így teljes mértékben legitimnek tekintendő a nyelvi régiók különböző nyelvhasználata, azzal az egyetlen feltétellel, hogy általánosan elterjedtek legyenek a terület művelt beszélői között, és ne feltételezzenek szakadást a rendszer összességében, ami veszélyeztetné annak egységét.
Ez egy tartós információcseréből álló feladat; a huszonkét Spanyol Nyelvi Akadémia olyan konszenzust alkot, amely az összes spanyol ajkú számára rögzíti az általános normát a szókincs, a nyelvtan vagy a helyesírás kérdéseiben, harmonizálva a nyelvi egységet abban a termékeny változatosságában, amelyben megvalósul.
- 1771
- 1777
- 1868

## Szervezet és munkarend

### Szervezeti felépítés
Az Akadémia vezetését az Igazgatótanács (Junta de Gobierno) látja el, akinek az élén az igazgató (director) áll. Az Igazgatótanács többi tisztsége: igazgató-helyettes (vicedirector), titkár (secretario), cenzor (censor), könyvtáros (bibliotecario), kincstárnok (tesorero), altitkár (vicesecretario), első szavazati segédtag (primer vocal adjunto) és második szavazati segédtag (segundo vocal adjunto); ezek betöltése választás útján történik. A szavazati segédtagokat kétévente, a többi tisztségviselőt négy évre választják, és mandátumuk egyszer meghosszabbítható.
Az akadémikusok között vannak rendes tagok (de número), választott tagok (electos), tiszteletbeli tagok (honorarios), valamint a spanyol autonóm közösségek, a latin-amerikai, illetve más – idegen nyelvű – országok képviseletében levelező tagok (correspondientes), és a társakadémiák rendes tagjai. Szűkebb értelemben a Spanyol Királyi Akadémiát csak a rendes tagok jelentik, akik közül az igazgatóság tagjait is választják. Az akadémiai hagyomány szerint a rendes tagok a spanyol ábécé egy-egy nagy- vagy kisbetűjével jelképezett ülést foglalják el. (Az akadémiai székek listája és a tisztséget betöltők kronológiája megtalálható az intézmény hivatalos honlapján).

### Munkarend
Az Akadémia Plénum (Pleno) és Bizottságok (Comisiones) formájában működik, amelyek hetente üléseznek. A Plénum, amely az összes akadémikusból tevődik össze, az akadémiai időszak alatt csütörtök délutánonként ülésezik az igazgató vezetésével. Miután jóváhagyják az előző ülés aktáit és megvitatják az aktuális ügyeket, ha éppen vannak, a résztvevők helyesbítéseket és kiegészítéseket terjesztenek elő az értelmező szótárhoz. Ezután megvizsgálják a különféle Bizottságok által megfogalmazott javaslatokat. A megoldásokat, amennyiben eltérő álláspontok alakulnak ki, szavazás útján fogadják el. A Bizottságok feladata, hogy kidolgozzák azokat az előterjesztéseket, amelyeket utóbb a Plénum meg fog vizsgálni, hogy döntsön a jóváhagyásukról. A plenáris ülések egy latin nyelvű ima felolvasásával nyílnak, illetve zárulnak.
Az Akadémia Plénumon vagy Bizottságokban végzett munkái szolgálatában működik a filológusokból és lexikográfusokból álló Lexikográfiai Intézet (Instituto de Lexicografía), akik a támogató feladatokat végzik az akadémiai szótárak kidolgozásához.

### A Bizottságok(Comisiones)
Jelenleg az alábbi bizottságok működnek:
- Instituto de Lexicografía (Lexikográfiai Intézet)
- Delegada del Pleno y para el Diccionario (a Plénum által delegált, illetve a szótárbizottság)
- Diccionario histórico de la lengua española (a Spanyol történeti szótár bizottsága)
- Etimologías (Etimológiai Bizottság)
- Información lingüística y Neologismos (Nyelvi információs és Neologizmus-bizottság)
- Gramática (Nyelvtani Bizottság)
- Vocabulario científico y técnico (Tudományos és műszaki szókincs bizottsága)
- Ciencias humanas (Humán tudományok bizottsága)
- Publicaciones y Boletín (Kiadványok és Közlöny Bizottság)
- Comisión Conservadora de la Casa Museo de Lope de Vega (Lope de Vega Múzeumház-fenntartó Bizottság)

### A szervezet székhelye és tudományos központja
A madridi IV. Fülöp utcában (calle Felipe IV) elhelyezkedő díszes épületet, mely jelenleg magában foglalja az intézményt, kifejezetten erre célra építette Don Miguel Aguado de la Sierra építész a királyi család által adományozott Buen Retiro parkhoz tartozó földterületen. Az új székhely 1894. április 1-jén nyílt meg Mária Krisztina régens és XIII. Alfonz király jelenlétében. Az épület legfontosabb részei a Plénum tárgyalóterme (Sala de Plenos), melynek bejárata előtt mindkét oldalon egy-egy díszes akasztósor kapott helyet, amelyen minden egyes akadémikusnak külön névtáblával ellátott aranyozott fogasa van; az ülésterem vagy aula (Salón de Actos), a Dámaso Alonso Könyvtár (Biblioteca Dámaso Alonso), valamint az Akadémiai Könyvtár (Biblioteca Académica).
2007 elején a spanyol kormány a külügyminisztériumon (Ministerio de Asuntos Exteriores) keresztül új épületet adományozott az Akadémiának és az Egyesületnek, hogy megfelelő felszereltség és körülmények mellett folyhassanak az egyes összspanyol kutatómunkák. A madridi Serrano utcában elhelyezkedő modern Tudományos Központban a Lexikográfiai Intézet, az Español al día („Spanyol napra készen”) nyelvi konzultációs szolgálat, a Nuevo diccionario histórico de la lengua española (Új spanyol történeti szótár) támogatására létrehozott Rafael Lapesa alapítvány (Fundación Rafael Lapesa), a lexikológiai adatbázisok, az Informatikai Osztály (Departamento de Informática) és a Számítógépes Nyelvészeti Osztály (Departamento de Lingüística Computacional), valamint a Spanyol Lexikográfiai Iskola (Escuela de Lexicografía Hispánica) működik.

## Társintézmények és a Spanyol Nyelvi Akadémiák Egyesülete

### Társakadémiák
Több mint másfél évszázadnak kellett eltelnie a Spanyol Királyi Akadémia alapítása után, mire 1871-ben Kolumbiában megalakult az első latin-amerikai társszervezet, amelyet három évvel később az ecuadori, majd egy évre rá a mexikói akadémia követett. Ezután szinte folyamatosan jöttek létre a társakadémiák Latin-Amerika országaiban és a Fülöp-szigeteken, két nagy hullámban, 1876–1887, majd 1923–1955 között, míg végül az Amerikai Egyesült Államok zárta a kört az Észak-Amerikai Spanyol Nyelvi Akadémia megalakulásával 1973-ban. A RAE így létrejött társintézményei felállásuk sorrendjében az alábbiak:
1. Academia Colombiana de la Lengua (Kolumbia – Bogotá, 1871. május 10.)
2. Academia Ecuatoriana de la Lengua (Ecuador – Quito, 1874. október 15.)
3. Academia Mexicana (Mexikó – Mexikóváros, 1875. szeptember 11.)
4. Academia Salvadoreña de la Lengua (El Salvador – San Salvador, 1876. október 19.)
5. Academia Venezolana de la Lengua (Venezuela – Caracas, 1883. július 26.)
6. Academia Chilena de la Lengua (Chile – Santiago de Chile, 1885. június 5.)
7. Academia Peruana de la Lengua (Peru – Lima, 1887. május 5.)
8. Academia Guatemalteca de la Lengua (Guatemala – Guatemalaváros, 1887. június 30.)
9. Academia Costarricense de la Lengua (Costa Rica – San José de Costa Rica, 1923. október 12.)
10. Academia Filipina de la Lengua Española (Fülöp-szigetek – Manila, 1924. július 25.)
11. Academia Panameña de la Lengua (Panama – Panamaváros, 1926. május 12.)
12. Academia Cubana de la Lengua (Kuba – Havanna, 1926. május 19.)
13. Academia Paraguaya de la Lengua Española (Paraguay – Asunción, 1927. június 30.)
14. Academia Boliviana de la Lengua (Bolívia – La Paz, 1927. augusztus 25.)
15. Academia Dominicana de la Lengua (Dominikai Köztársaság – Santo Domingo, 1927. október 12.)
16. Academia Nicaragüense de la Lengua (Nicaragua – Managua, 1928. május 31.)
17. Academia Argentina de Letras (Argentína – Buenos Aires, 1931. augusztus 13.)
18. Academia Nacional de Letras del Urugugay (Uruguay – Montevideo, 1943. február 10.)
19. Academia Hondureña de la Lengua (Honduras – Tegucigalpa, 1948. december 28.)
20. Academia Puertorriqueña de la Lengua Española (Puerto Rico – San Juan, 1955. január 28.)
21. Academia Norteamericana de la Lengua Española (USA – New York, 1973. november 5.)

### Az Egyesület
1951-ben Miguel Alemán Valdés mexikói elnök (1946–1952) indítványozására hívták össze Mexikóban a Spanyol Nyelvi Akadémiák I. Kongresszusát, ahol megállapodás született az akadémiák egyesületének létrehozásáról. Ennek elsődleges célja a lelkiismeretes munka a köznyelv védelméért, egységéért és integritásáért, valamint gondoskodás arról, hogy a természetes nyelvi fejlődés megfeleljen spanyol nyelv hagyományainak és belső természetének. A Spanyol Nyelvi Akadémiák Egyesülete (Asociación de Academias de la Lengua Española, ASALE) a Spanyol Királyi Akadémiából és fent felsorolt 21 társakadémiából áll.
Az Egyesület vezetését a Madridban működő Comisión Permanente (Állandó Bizottság) látja el, amely elnökből (presidente), főtitkárból (secretario general), kincstárnokból (tesorero) valamint öt szavazati tagból áll (közülük négyet az amerikai, illetve Fülöp-szigeteki akadémiák, egyet pedig a Spanyol Királyi Akadémia delegál), akik minden év februárban, márciusban és áprilisban ülnek össze az Állandó Bizottság székhelyén. Küldetése a Spanyol Királyi Akadémiával együttműködő összes társakadémia munkájának koordinálása reprezentatív műveinek kidolgozásában.
A vezetőség, főként a főtitkár feladata az Egyesület – éppúgy tudományos, mint adminisztratív – munkájának szervezése és koordinálása. A delegált tagok kötelezettsége együttműködés minden évben az adott munkák elvégzésében, amelyek sokfélék lehetnek, azonban legjelentősebb közülük az amerikanizmusok áttekintése az akadémiai értelmező szótár aktualizálása jegyében.

### Spanyol nyelvi kongresszusok
Az ASALE 1951-től kezdődően általában négyévente tartja saját kongresszusait (I: Mexikó, 1951; II: Madrid, 1956; III: Santafé de Bogotá, 1960; IV: Buenos Aires, 1964; V: Quito, 1968; VI: Caracas, 1972; VII: Santiago de Chile, 1976; VIII: Lima, 1980; IX: San José de Costa Rica, 1989; X: Madrid, 1994; XI: Puebla de Los Ángeles, Mexikó, 1998; XII: San Juan, Puerto Rico, 2002; XIII: Kolumbia, 2007). Legutolsó, XIII. Kongresszusának 2007. március 24-ei záróülésén (Medellín, Kolumbia) fogadták el az Új spanyol nyelvtan (Nueva gramática de la lengua española) szövegét. 1997-től kezdődően Nemzetközi Spanyol Nyelvi Kongresszusokat is tartanak (I: Zacatecas, Mexikó, 1997; II: Valladolid, Spanyolország, 2001; III: Rosario, Argentína, 2004; IV: Cartagena de Indias, Kolumbia, 2007; V: Valparaíso, Chile, 2010).

## Fontosabb akadémiai kiadványok
A RAE–ASALE főbb kiadványai a következők (az első kiadások megjelenési éve szerinti időrendben):
- Diccionario de Autoridades (teljes címe: Diccionario de la lengua castellana, en que se explica el verdadero sentido de las voces, su naturaleza y calidad, con las phrases o motivos de hablar, los proverbios o refranes y otras cosas convenientes del uso de la lengua, hat kötet, 1726–1739) – Spanyol irodalmi értelmező szótár
- Diccionario de la lengua española (1780 – 22. kiadás: 2001) – Spanyol értelmező szótár
- Ortografía de la lengua española (1741 – jelenlegi kiadás: 2010) – Spanyol helyesírás
- Gramática de la lengua española (1771) – Spanyol nyelvtan
- Diccionario manual e ilustrado de la lengua española (1927 – utolsó kiadás: 1989) – Spanyol illusztrált értelmező kéziszótár
- Diccionario histórico de la lengua española (I. kötet: 1933 – befejezetlen) – Spanyol történeti értelmező szótár
- Diccionario escolar (1996 – 2. kiadás: 1997) – Iskolai értelmező szótár
- Diccionario del estudiante (2005) – Tanulók értelmező szótára
- Diccionario panhispánico de dudas (2005) – Összspanyol nyelvművelő szótár
- Diccionario esencial de la lengua española (2006) – Spanyol kivonatos értelmező szótár (a DRAE egyszerűsített, aktualizált változata)
- Nueva gramática de la lengua española (2009: Morfología, Sintaxis; 2011: Fonética y fonología) – Új spanyol nyelvtan